# Bitbucket
Bitbucket är en webbaserad lagringstjänst för kodprojekt som använder Mercurial eller Git (sedan 2011). Tjänsten startades 2008 av Jesper Nøhr och köptes upp av det australiensiska företaget Atlassian i september 2010.